# Куп Југославије у кошарци за жене
Куп Југославије у кошарци за жене је био национални кошаркашки куп СФР Југославије. Одржавао се од 1960. до 1992. године када је распадом државе престао да се игра. Највише титула (6) је освојила Црвена звезда.

## Освајач купа
| 1960     | Љубљана         | Раднички Београд     | Олимпија            | 68:60       |             |             |             |             |             |
| 1961     | Није одржан     | Није одржан          | Није одржан         | Није одржан |             |             |             |             |             |
| 1962     | Загреб          | Раднички Београд     | Југомонтажа         | 44:40       |             |             |             |             |             |
| 1963     | Није одржан     | Није одржан          | Није одржан         | Није одржан | Није одржан | Није одржан | Није одржан | Није одржан | Није одржан |
| 1964     | Није одржан     | Није одржан          | Није одржан         | Није одржан | Није одржан | Није одржан | Није одржан | Није одржан | Није одржан |
| 1965     | Није одржан     | Није одржан          | Није одржан         | Није одржан | Није одржан | Није одржан | Није одржан | Није одржан | Није одржан |
| 1966     | Није одржан     | Није одржан          | Није одржан         | Није одржан | Није одржан | Није одржан | Није одржан | Није одржан | Није одржан |
| 1967     | Није одржан     | Није одржан          | Није одржан         | Није одржан | Није одржан | Није одржан | Није одржан | Није одржан | Није одржан |
| 1968     | Није одржан     | Није одржан          | Није одржан         | Није одржан | Није одржан | Није одржан | Није одржан | Није одржан | Није одржан |
| 1969     | Није одржан     | Није одржан          | Није одржан         | Није одржан | Није одржан | Није одржан | Није одржан | Није одржан | Није одржан |
| 1970     | Није одржан     | Није одржан          | Није одржан         | Није одржан | Није одржан | Није одржан | Није одржан | Није одржан | Није одржан |
| 1971     | Није одржан     | Није одржан          | Није одржан         | Није одржан | Није одржан | Није одржан | Није одржан | Није одржан | Није одржан |
| 1971/72. | Нови Сад        | Вождовац             | Војводина           | 74:60       |             |             |             |             |             |
| 1972/73. | Београд         | Црвена звезда        | Жељезничар Сарајево | 85:83       |             |             |             |             |             |
| 1973/74. | Београд         | Црвена звезда        | Вождовац            | 99:92       |             |             |             |             |             |
| 1974/75. | Загреб          | Индустромонтажа      | Црвена звезда       | 73:68       |             |             |             |             |             |
| 1975/76. | Београд         | Црвена звезда        | Индустромонтажа     | 99:77       |             |             |             |             |             |
| 1976/77. | Сарајево        | Босна Сарајево       | Црвена звезда       | 81:70       |             |             |             |             |             |
| 1977/78. | Загреб          | Монтинг Загреб       | Партизан            | 81:71       |             |             |             |             |             |
| 1978/79. | Бања Лука       | Црвена звезда        | Монтинг Загреб      | 77:75       |             |             |             |             |             |
| 1979/80. | Загреб          | Монтинг Загреб       | Црвена звезда       | 84:76       |             |             |             |             |             |
| 1980/81. | Параћин         | Црвена звезда        | Монтинг Загреб      | 85:75       |             |             |             |             |             |
| 1981/82. | Љубљана         | Монтинг Загреб       | Јежица              | 79:67       |             |             |             |             |             |
| 1982/83. | Београд         | Босна Сарајево       | Партизан            | 87:72       |             |             |             |             |             |
| 1983/84. | Загреб          | Вождовац             | Монтинг Загреб      | 82:71       |             |             |             |             |             |
| 1984/85. | Босански Брод   | Партизан             | Искра Делта Јежица  | 72:68       |             |             |             |             |             |
| 1985/86. | Зворник         | Партизан             | Монтинг Загреб      | 75:72       |             |             |             |             |             |
| 1986/87. | Сисак           | Елемес Шибеник       | Искра Делта Јежица  | 70:69       |             |             |             |             |             |
| 1987/88. | Нови Бечеј      | Јединство Аида Тузла | Искра Делта Јежица  | 65:62       |             |             |             |             |             |
| 1988/89. | Рогашка Слатина | Искра Делта Јежица   | Црвена звезда       | 74:71       |             |             |             |             |             |
| 1989/90. | Задар           | Елемес Шибеник       | Црвена звезда       | 81:65       |             |             |             |             |             |
| 1990/91. | Бечеј           | Јединство Аида Тузла | Црвена звезда       | 84:77       |             |             |             |             |             |
| 1991/92. | Параћин         | Црвена звезда        | Жељезничар Сарајево | 85:82       |             |             |             |             |             |

## Успешност клубова
| Тим                 | Освајач купа | Финалиста | Година поб.                        | Година другопл.                    |
| ------------------- | ------------ | --------- | ---------------------------------- | ---------------------------------- |
| Црвена звезда       | 6            | 6         | 1973, 1974, 1976, 1979, 1981, 1992 | 1975, 1977, 1980, 1989, 1990, 1991 |
| Трешњевка 2009      | 4            | 6         | 1975, 1978, 1980, 1982             | 1962, 1976, 1979, 1981, 1984, 1986 |
| Партизан            | 2            | 2         | 1985, 1986                         | 1978, 1983                         |
| Вождовац            | 2            | 1         | 1972, 1984                         | 1974                               |
| Раднички Београд    | 2            | –         | 1960, 1962                         | –                                  |
| Босна Сарајево      | 2            | –         | 1977, 1983                         | –                                  |
| Шибеник             | 2            | –         | 1987, 1990                         | –                                  |
| Јединство Тузла     | 2            | –         | 1988, 1991                         | –                                  |
| Јежица              | 1            | 4         | 1989                               | 1982, 1985, 1987, 1988             |
| Жељезничар Сарајево | –            | 2         | –                                  | 1973, 1992                         |
| Олимпија            | –            | 1         | –                                  | 1960                               |
| Војводина           | –            | 1         | –                                  | 1972                               |